# Liste der Biografien/Frec
Liste der Biografien |
Portal Biografien |
Personensuche
# |
A |
B |
C |
D |
E |
F |
G |
H |
I |
J |
K |
L |
M |
N |
O |
P |
Q |
R |
S |
T |
U |
V |
W |
X |
Y |
Z |
?
 
Fa |
Fe |
Ff |
Fh |
Fi |
Fj |
Fk |
Fl |
Fm |
Fn |
Fo |
Fr |
Ft |
Fu |
Fy
 
Fra |
Frc |
Fre |
Frg |
Fri |
Frk |
Frl |
Fro |
Frr |
Fru |
Fry
 
Frea |
Freb |
Frec |
Fred |
Free |
Freg |
Freh |
Frei |
Frej |
Frek |
Frel |
Frem |
Fren |
Freo |
Frep |
Freq |
Frer |
Fres |
Fret |
Freu |
Frev |
Frew |
Frey |
Frez
Die Liste der Biografien führt alle Personen auf, die in der deutschsprachigen Wikipedia einen Artikel haben. Dieses ist eine Teilliste mit 36 Einträgen von Personen, deren Namen mit den Buchstaben „Frec“ beginnt.

## Frec

### Frecc
- Freccia, Massimo (1906–2004), italienischer Dirigent

### Frech
- Frech, Ernst (1866–1930), deutscher Oberamtmann und Landrat
- Frech, Fritz (1861–1917), deutscher Geologe und Paläontologe
- Frech, Johann Friedrich (1796–1881), deutscher Richter und Parlamentarier
- Frech, Johann Georg (1790–1864), deutscher Musikdirektor, Komponist und Organist
- Frech, Karl (1883–1945), deutscher Kunstmaler, Zeichner und Graphiker
- Fręch, Magdalena (* 1997), polnische TennisspielerinMagdalena Fręch (* 1997)

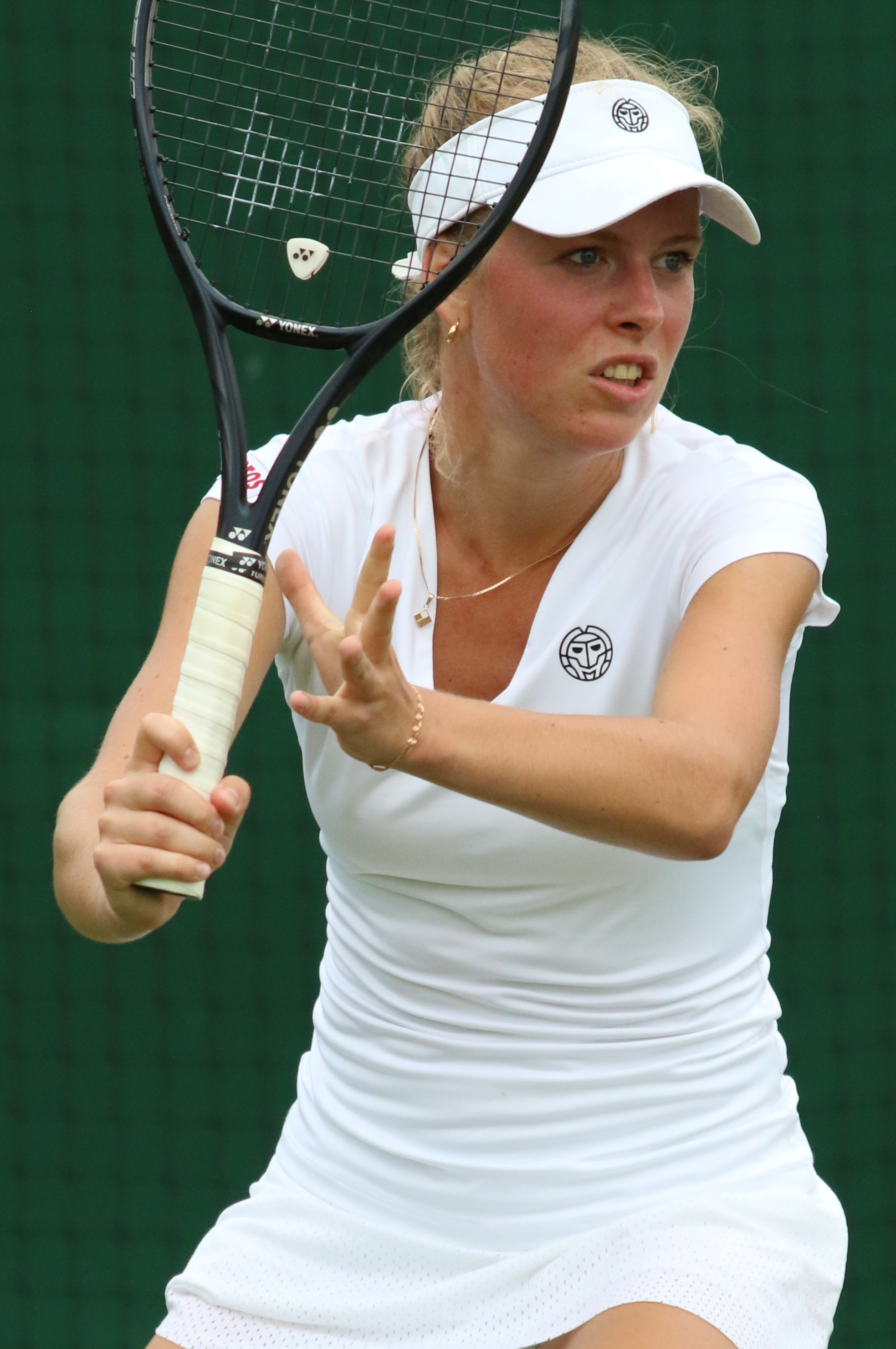
Magdalena Fręch (* 1997)

- Frech, Michael (* 1976), deutscher Fußballtorhüter
- Frech, Oskar (1902–1985), deutscher Werkzeugmacher und Gründer der Firma Oskar Frech GmbH Schorndorf-Weiler im Jahre 1949
- Frech, Stefan (* 1977), deutscher Hörfunkmoderator
- Fréchard, Maurice (1928–2023), französischer Ordensgeistlicher, römisch-katholischer Erzbischof von Auch
- Frechaut, Nuno (* 1977), portugiesischer Fußballspieler
- Frêche, Georges (1938–2010), französischer Hochschullehrer und Politiker, Mitglied der Nationalversammlung
- Frechen, Gabriele (* 1956), deutsche Politikerin (SPD), MdB
- Frechen, Josef (1906–1989), deutscher Geologe
- Frechen, Stefan (1936–2019), deutscher Politiker (SPD), MdL
- Frecher, Daniel, Barockmaler in Krakau
- Freches, Gregor (* 1962), belgischer Politiker
- Fréchet, Jean (* 1944), französisch-US-amerikanischer Chemiker
- Fréchet, Maurice René (1878–1973), französischer Mathematiker
- Frechette, Evelyn (1907–1969), US-amerikanische Sängerin, Freundin von John Dillinger
- Fréchette, Louis-Honoré (1839–1908), kanadischer Dichter, Politiker, Dramatiker und Autor
- Fréchette, Louise (* 1946), kanadische Politikerin und Diplomatin
- Frechette, Mark (1947–1975), US-amerikanischer Schauspieler
- Frechette, Peter (* 1956), US-amerikanischer Schauspieler
- Fréchette, Sylvie (* 1967), kanadische Synchronschwimmerin
- Frecheville, James (* 1991), australischer SchauspielerJames Frecheville (* 1991)

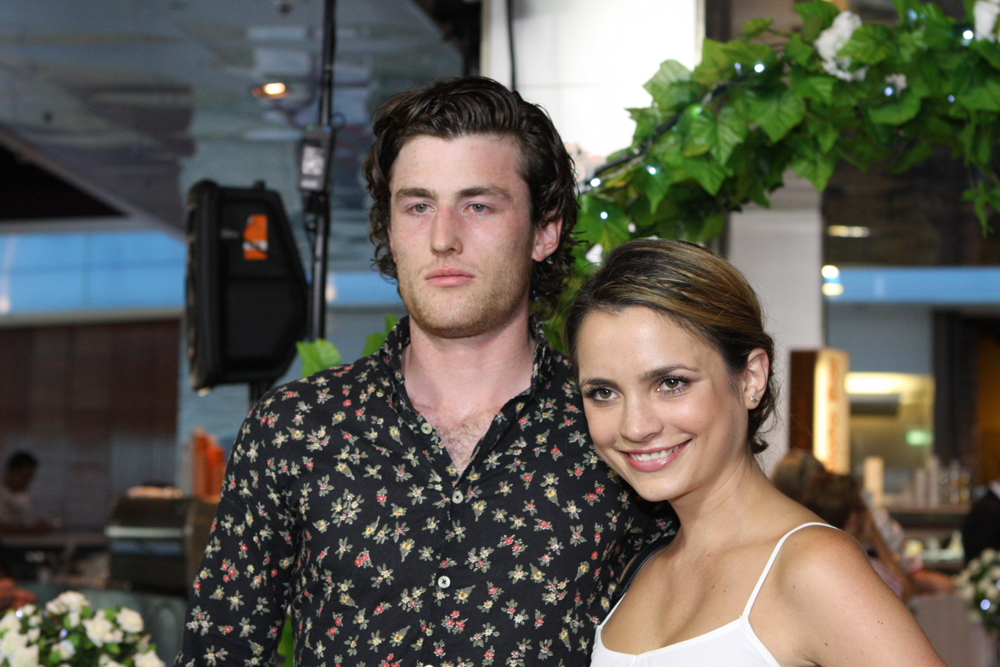
James Frecheville (* 1991)

- Frechkop, Serge (1894–1967), belgischer Zoologe und Säugetierspezialist russischer Herkunft
- Frechon, Charles (1856–1929), französischer Maler
- Frechon, Michel (1892–1974), französischer Maler
- Frecht, Martin († 1556), deutscher evangelischer Theologe und Reformator
- Frechulf, römisch-katholischer Bischof

### Freck
- Freckhaus, Noémie (* 1988), französische Fußballspielerin
- Frecksmeier, Günter (* 1937), deutscher Künstler, Maler, Grafiker und Zeichner

### Freco
- Frécon-Demouge, Romane (* 1993), französische Handball- und Beachhandballspielerin
- Frecot, Janos (* 1937), deutscher Kulturhistoriker, Kurator, Fotohistoriker, Autor und Herausgeber